# Цену смерти спроси у мёртвых
«Цену смерти спроси у мёртвых» (эст. Surma hinda küsi surnutelt) — советский фильм 1977 года, снятый на студии «Таллинфильм» режиссёром Калье Кийском.
Первый эстонский кинофильм, заслуживший высшее признание — главную премию XI Всесоюзного кинофестиваля.
…Нет, Соммер — безусловный герой, хотя бы потому, что он не плакатный мученик, а жизнелюб. Но заключить сделку с режимом (всего-то — написать «взвешенную» книгу о бессмысленности революции) он не может никак: «честь», знаете ли. И спор между ним и подосланным к нему искусителем-либералом Бруно — не идейный, а моральный. Антону невыносим мир, озабоченный одним: «чтобы было побольше жратвы, выпивки, женщин».

## Сюжет
Весна 1925 года, прошло несколько месяцев после Таллинского вооружённого восстания, сотни коммунистов уже расстреляны или замучены в тюрьмах.
Подпольщик, один из идеологов эстонских коммунистов Антон Соммер арестован КаПо и приговорён к смерти за участие в восстании.
Но через его школьного друга Бруно ему предлагают жизнь. При этом Соммеру даже не нужно никого выдавать.
Бруно получил от самого министра внутренних дел задание уговорить Соммера написать книгу, в которой история «красного движения» в Эстонии будет представлена в выгодном буржуазии свете и доказана его внутренняя несостоятельность и неминуемая обречённость в национальной среде. Бруно говорит, что свобода уже достигнута народом — Эстония впервые стала независимой, и просто надо оставить её в покое. Да и книга-то уже не имеет значения — революция провалилась, да и само движение ведь ничего такого не сделало — листовки да прокламации.
К Соммеру приходит отец, растерянный, плачущий, так и не понявший, ради чего его сын идёт на казнь. Потом — жена, осыпавшая Соммера запоздалыми упрёками за тяжко прожитую жизнь и сиротство, на которое он обрекает детей.
После отказа Соммера писать книгу КаПо решает использовать его по-другому: его освобождают, но на свободе убивают якобы свои — агенты охранки из среды коммунистов, которых охранка затем тоже ликвидирует, представляя для прессы убийство Соммера как результат разногласий между эстонскими коммунистами.

### Историческая основа фильма
Конкретных прототипов у героев фильма нет. Но критикой отмечено, что в экранной биографии и характере главного героя «обобщены факты жизни и черты духовного мира многих действительных исторических прототипов — несгибаемых эстонских коммунистов-интернационалистов», хотя авторы фильма останавливаются «не столько на исторических событиях, сколько на идейном формировании героев, их готовности при любых обстоятельствах отстаивать свои идеалы». При этом замечены параллели имени и биографии:

Фамилия главного героя, даже его профессия перекликаются с биографией реальных лиц, крупных работников коммунистического подполья. Намеренный шаг авторов? Вряд ли. Скорее, думаю, они настолько оказались под властью обаяния борцов Компартии Эстонии, что художническая интуиция назвала Антона — Соммером, в созвучии с фамилией Арнольда Соммерлинга, вожака эстонских комсомольцев, и сделала главного героя учителем — коллегой Аугуста Рийсмана, члена ЦК нелегальной КПЭ.
Кроме того, герои фильма «Безымянный», «А», «Б» и не могут иметь конкретных прототипов — это так и оставшиеся навсегда неизвестными эстонские коммунисты-подпольщики:

Так не есть ли безымянность — аллегория, символ руководителя-нелегала? Даже если кличка руководителя подполья сегодня прочитывается как метафора, то смею утверждать, что произросла она на конкретной исторической почве. Маски, номера — даже не клички, а номера! — отнюдь не прихоть и не дань чьей-то преувеличенной склонности к тайнам и секретам. Горькая, но жизненно необходимая страховка — от возможной провокации, предательства, просто от нестойкости на допросах. Так вот: Безымянный вполне мог бы быть одним из замаскированных делегатов съезда, чьё подлинное имя партия вынуждена была сменить на спасительный номер… 

## В ролях
- Юозас Киселюс — Антон Соммер, коммунист-подпольщик
- Гедиминас Гирдвайнис — Бруно, друг Соммера
- Мария Кленская — Эстер, коммунистка-подпольщица
- Элле Кулль — Дора, проститутка
- Калью Комиссаров — следователь КаПо
- Микк Микивер — министр внутренних дел Эстонии
- Мерле Тальвик — Кайс
- Рудольф Аллаберт — «А»
- Роберт Гутман — «Б»
- Энн Краам — Безымянный, лидер коммунистического подполья
- Мари Лилль-Тамм — жена Антона Соммера
- Эндель Симмерманн — клиент Доры
- Рейн Коткас — заместитель министра

В эпизодах: Катрин Вяльб, Антс Йыги, Тээт Каск, Рейн Коткас, Лайне Мяги, Тыну Саар, Ээро Сприйт, Эйно Тамберг, Ита Эвер, Лембо Мяги, Паул Лаасик.

## Критика
Фильм считается лучшим из фильмов, созданных режиссёром в 1970-х годах.

Фильм «Цену смерти спроси у мёртвых» — крупная работа. Его выразительной системе присуща некая холодноватая ярость, пластический язык ленты многообразен, отточен, режиссёр и оператор владеют им виртуозно, хотя, может быть, и с излишним рационализмом. Природа образности фильма «Цену смерти спроси у мёртвых» двуедина, с равной уверенностью опирается она на два начала. Документальное начало как бы удостоверяет историческую подлинность картины; одновременно эта образность довлеет к обобщённому смыслу, воссоздавая архетип героев и событий силой художественной убедительности. Лепя фигуры своих героев, авторы не стараются выставить их в выгодном свете, приукрасить удачно выбранным ракурсом. Именно поэтому Безымянный, Антон, Эстер становятся нам щемяще близки. Они — не над нами. Они — среди нас.— Владимир Ишимов, Искусство кино, 1979 год

Нас ко многому обязывает положительный отзыв Владимира Ишимова, на страницах журнала «Искусство кино», анализировавшего ленту К. Кийска «Цену смерти спроси у мёртвых» и отметившего, что фильм несёт на себе отчётливую печать принадлежности к эстонскому национальному искусству и в то же время имеет интернациональное, общесоветское звучание.— Коммунист Эстонии, 1979 год
Неоднократно критикой отмечены жесткость и убедительность фильма:

Фильм сделан в предельно жёсткой манере, суров в своей правдивости. Воссоздавая весну 1925 года, после кровавого подавления Таллинского вооружённого восстания 1 декабря 1924 года и последовавшего затем массового истребления коммунистов, художники кино, конечно же, не могли себе позволить ни малейшего налёта «романтики». Напряжённость мысли, напряжённость чувств характеризует главных героев фильма — коммунистов, а попавшему в застенок большевику Антону Соммеру (артист Ю. Кисиелюс) ещё надо выстоять в неравной борьбе с палачами, не поддаться слабости, выдержать пытки. Почти документальная основа фильма также требовала от режиссера аскетического применения изобразительных средств. Отсюда и естественная сдавленность пространства, ибо многое происходит в тюремной камере, и тусклые, свинцовые гнетущие краски.— журнал «Звезда», 1979 год

Режиссёр не щадит зрителей: в этом суровом фильме есть жестокие, натуралистические сцены. Резкое и динамичное действие может внезапно стать тягуче-медленным, с полным совпадением реального и экранного времени (эпизод ожидания казни). Не стандартна и операторская работа. Оператор сделал всё возможное, чтобы передать совершенно естественную цветовую гамму — не приукрашенную, не подсвеченную прожекторами. Поэтому серые, жёлтые, коричневые тона создают впечатление вуали, наброшенной на старый, пасмурный Таллин… Это, впрочем, не мешает изысканным композициям и неожиданным ракурсам. Соблюдены все компоненты стиля ретро, придающие картине убедительную достоверность…— Александр Фёдоров
Актриса Мария Кленская за дебютную роль в фильме получила Второй приз за женскую роль на Всесоюзном кинофестивале, и критикой её работа в фильме была высоко отмечена:

Её странное, с резкими, заостренными чертами лицо, помню, резануло меня еще в фильме «Цену смерти спроси у мёртвых» Кальё Кийска. В фильме «задыхающемся», спазматическом по ритму, таком надрывном, точно вот-вот кровь хлынет горлом. «Больное», временами ирреально-отрешённое лицо худенькой женщины с «потусторонним» взглядом властно притягивало внимание. Лишь потом пришло осознание того, что игра не по правилам и есть искусство. Не может талант быть типичным, предсказуемым. Он всегда «поперёк», когда остальные «вдоль».— киновед Пётр Черняев, «Советский экран», 1979 год

## Призы
Главный приз на XI-м Всесоюзном кинофестивале, Ереван, 1978. Там же Второй приз за женскую роль получила актриса Мария Кленская и был отмечен оператор Юри Силларт.
Мати Унту за киносценарий фильма в 1978 году присуждена Литературная премия Эстонской ССР имени Ю. Смуула.